# Бангура, Зайнаб
Зайнаб Бангура (англ. Zainab Bangura; род. 18 декабря 1959, Йонибана, Северная провинция) — политический и общественный деятель Сьерра-Леоне. С января 2020 года является генеральным директором Отделения Организации Объединённых Наций в Найроби (ЮНОН). Её кандидатура была предложена генеральным секретарём Организации Объединённых Наций Антониу Гутерришем в декабре 2018 года. Ранее с 2012 по 2017 год занимала должность второго Специального представителя Организации Объединённых Наций по вопросу о сексуальном насилии в условиях конфликта в ранге заместителя генерального секретаря Организации Объединённых Наций вместе с Маргот Вальстрём. В 2017 году её сменила на этой должности Прамила Паттен.
В 2007 году стала министром иностранных дел Сьерра-Леоне в правительстве президента Эрнеста Бая Коромы из партии Всенародный конгресс. Была второй женщиной на этом посту после Ширли Гбуджамы, которая занимала эту должность с 1996 по 1997 год. Кроме того, Зайнаб Бангура занимала пост министра здравоохранения с 2010 по 2012 год.

## Биография
Родилась 18 декабря 1959 года в семье имама. После окончания колледжа Фура-Бей во Фритауне переехала в Великобританию для получения образования в области управления страхованием в Бизнес-школе имени Джона Касса и в Ноттингемском университете.
Во время гражданской войны в Сьерра-Леоне (1991—2002) Бангура решительно выступала против зверств, совершаемых против гражданского населения Объединённым революционным фронтом (ОРФ), и на неё неоднократно предпринимались покушения со стороны бойцов этой организации. Она также высказывалась против коррупции в правительстве президента Ахмада Теджана Каббы и насильственных действий, совершаемых против гражданских лиц правительственными солдатами. В июне 1997 года, когда боевые действия охватили всю страну, Зайнаб Бангура покинула Сьерра-Леоне на рыбацкой лодке и направилась в соседнюю Гвинею. В 2009 году Зайнаб Бангура направилась в священный город Мекку в Саудовской Аравии, чтобы принять участие в хадже.
В 2012 году вошла в состав комиссии Организации Объединённых Наций по спасающей жизни продукции, которую совместно возглавляли Гудлак Джонатан и Йенс Столтенберг, и выпустила рекомендации по расширению доступа к использованию 13 основных товаров для здоровья женщин и детей. В ноябре 2013 года получила награду от «Project 1808 Inc», организации в партнёрстве с отделом международных и африканских исследований Висконсинским университетом. Эта награда была вручена за эффективность в привлечении внимания к проблемам, связанным с сексуальным насилием в мире, путём взаимодействия с другими мировыми лидерами, повстанцами, боевиками, жертвами и общинами.
4 сентября 2012 года заняла должность Специального представителя Генерального секретаря по вопросам сексуального насилия в условиях конфликта на уровне заместителя генерального секретаря. В этом качестве также возглавляла межведомственную сеть Действия ООН против сексуального насилия в условиях конфликта. Во время пребывания на своём посту смогла реализовать международный протокол 2014 года, касающийся изнасилований и сексуального насилия в условиях конфликтов, разработав руководящие принципы по расследованию сексуальных преступлений и сбору доказательств для будущих судебных преследований. В частности,  в июне 2015 года она договорилась о заключении соглашения с военными командирами в Кот-д’Ивуаре о привлечении к ответственности солдат, обвиняемых в сексуальном насилии. В том же году она посетила Ирак и Сирию, где работала над планом действий по борьбе с сексуальным насилием со стороны боевиков Исламского государства (ИГИЛ).
С 2018 по 2019 год являлась сопредседателем (наряду с Кэтрин Сьеррой) Независимой комиссии по борьбе с сексуальными проступками, подотчётностью и изменением культуры в Оксфаме. В 2019 году Антониу Гутерриш назначил её генеральным директором Отделения Организации Объединённых Наций в Найроби, сменив на этом посту Маймуну Мохд Шариф.

## Прочая деятельность
- Член Африканской группы за справедливость и ответственность[18];
- Член Совета управляющих Интерпис[19];
- Член Консультативного совета отдела по вопросам мира Учебного и научно-исследовательского института ООН (ЮНИТАР)[20];
- Член Глобального консультативного совета Женщины-политические лидеры[21];
- Председатель Руководящего комитета Всемирного движения за демократию[22].